# KNM-ER 1813

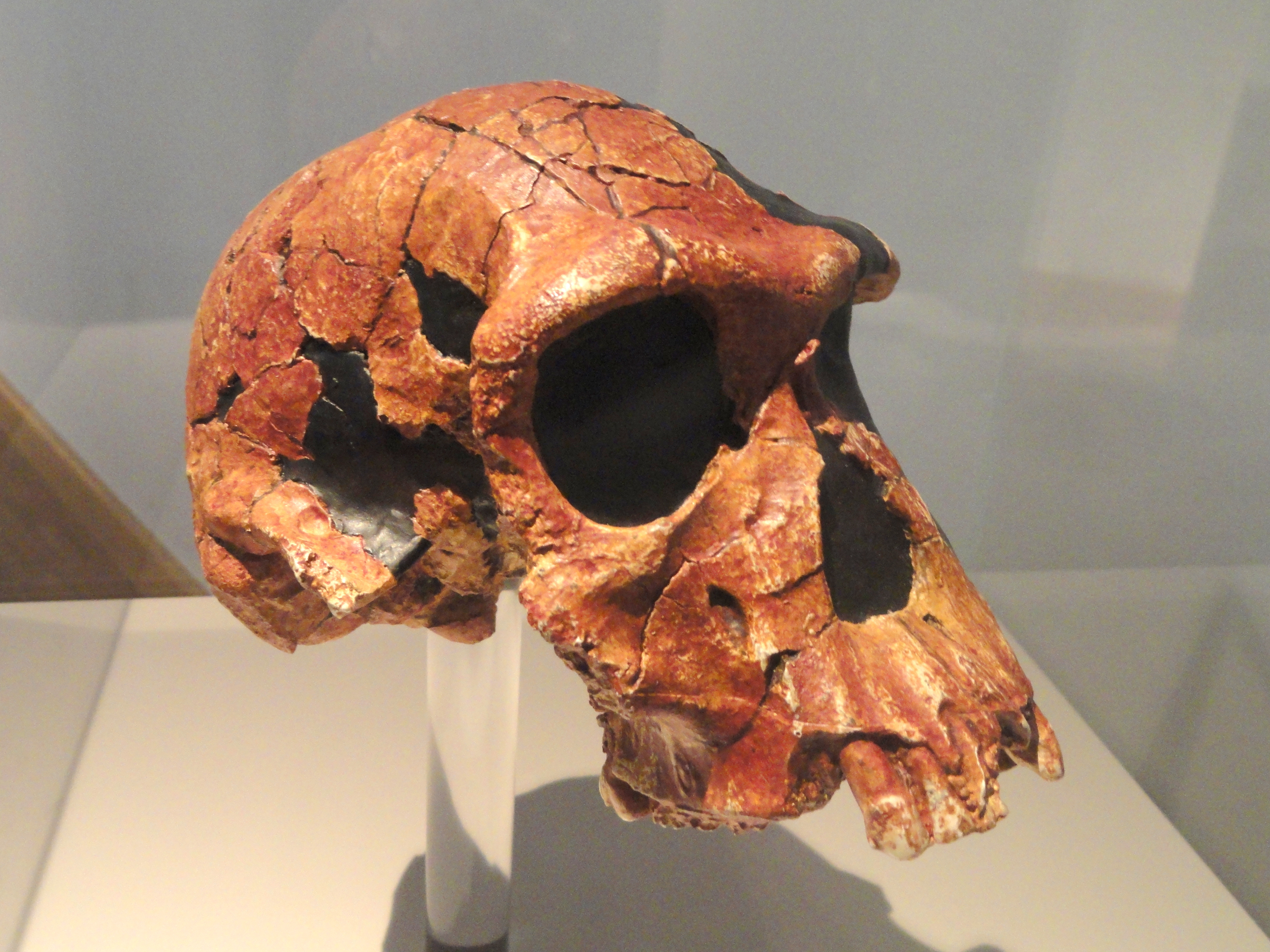
Vista lateral del cráneo.

KNM-ER 1813 es el nombre de catálogo de un cráneo fósil de Homo habilis. Fue encontrado, en 1971, por Kamoya Kimeu en el lago Turkana (Kenia), y descrito por R. Leakey unos meses después, ya en 1974. Se le atribuye una antigüedad de 1,78 millones de años.

## Descripción
El fósil es un cráneo parcial, aunque bastante completo, que muestra cara corta, prognatismo moderado (inferior al de los Australopithecus) y dientes pequeños con un paladar abovedado y todas las muelas erupcionadas. La parte izquierda de la boca se encuentra deformada por la presión de la tierra durante la fase de fosilización.
En H. habilis se observa un importante incremento en el tamaño cerebral con respecto a Australopithecus. Se ha calculado entre 510 cm³ (de KNM-ER 1813) y 600 cm³ (de OH 24).
Su parecido con el habilis OH 24, encontrado en otro yacimiento distinto, es evidente aunque con algunas variaciones. Entre las similitudes se incluyen: tamaño general, órbitas más pequeñas, y prognatismo subnasal.
Debido al pequeño tamaño del cráneo y de los dientes pero sus similitudes morfológicas con otros individuos, y ya que está clara su edad madura al tener los terceros molares erupcionados, se ha atribuido a un ejemplar hembra, partiendo de la base de un marcado dimorfismo sexual, detectada en los ejemplares Olduvai, aunque también en discusión por algunos paleoantropólogos.

## Atribución de especie
Hasta el descubrimiento de KNM-ER 1813 el fósil KNM-ER 1470 estaba considerado como un habilis pero las diferencias entre ambos decantaron a los expertos a cambiar la especie del segundo, creando Homo rudolfensis para su atribución y dejando a KNM-ER 1813 dentro de H. habilis.
En general, la especie H. habilis tiene y tuvo problemas de consenso en su atribución, tanto al género (Homo) como a la especie (habilis), siendo según distintos autores encuadrada en Australopithecus o, junto a rudolfensis, en una especie nueva (sin nombrar todavía) y que Cartmill y Smith (2009) mencionan como habilinos.

## Datación
La información que se ha ofrecido de la datación del fósil ha ido cambiando con el tiempo según se hacían trabajos de campo de la zona, habiendo oscilado entre 1,65 millones de años y 1,9 millones de años.